# Anathallis polygonoides
Anathallis polygonoides är en orkidéart som först beskrevs av August Heinrich Rudolf Grisebach, och fick sitt nu gällande namn av Alec M. Pridgeon och Mark W. Chase. Anathallis polygonoides ingår i släktet Anathallis och familjen orkidéer. Inga underarter finns listade i Catalogue of Life.